# Politique en Tarn-et-Garonne
Le département français du Tarn-et-Garonne est un département créé le 21 novembre 1808, à partir principalement du Lot et de la Haute-Garonne. Les 195 actuelles communes, dont presque toutes sont regroupées en intercommunalités, sont organisées en 15 cantons permettant d'élire les conseillers départementaux. La représentation dans les instances régionales est quant à elle assurée par 9 conseillers régionaux. Le département est également découpé en 2 circonscriptions législatives, et est représenté au niveau national par deux députés et deux sénateurs. 

## Histoire politique
Le département présente une tradition électorale marquée à gauche mais depuis 2014, les scores du Parti Radical de Gauche et du Parti socialiste diminuent alors que le Front national arrive en tête en nombre de voix.

## Représentation politique et administrative

### Préfets et arrondissements

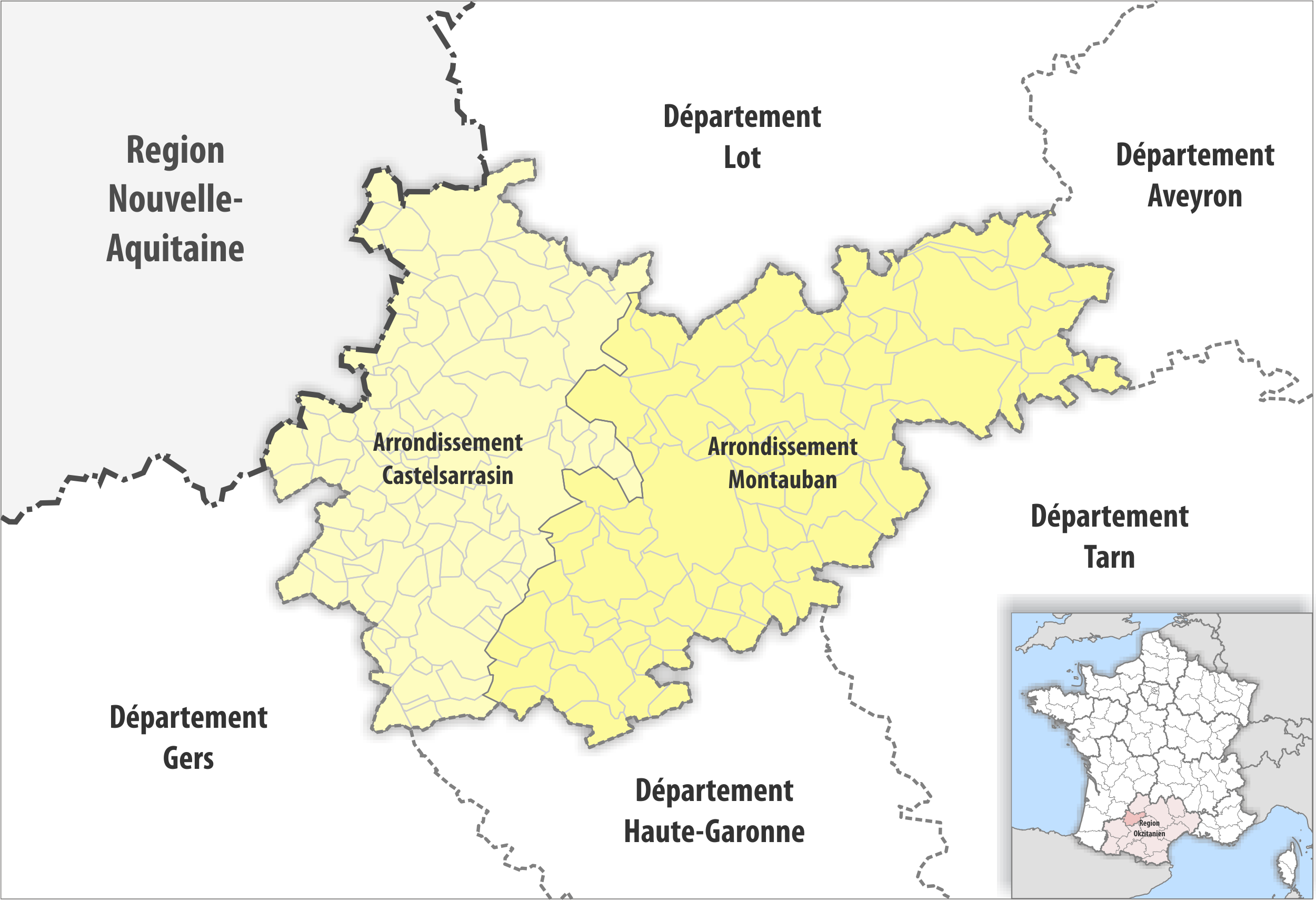
Arrondissements

La préfecture du Tarn est localisée à Montauban. Le département possède en outre une sous-préfecture à Castelsarrasin. Jusqu'en 1926, le département possédait un arrondissement supplémentaire à Moissac.

### Députés et circonscriptions législatives
| Circ. | Nom              |  | Parti | Groupe                               | Suppléant              |
| ----- | ---------------- |  | ----- | ------------------------------------ | ---------------------- |
| 1re   | Brigitte Barèges |  | UDR   | Union des droites pour la République | Pierre-Henri Carbonnel |
| 2e    | Marine Hamelet   |  | RN    | Rassemblement national               | Romain Lopez           |

### Sénateurs
| Sénateur            | Parti | Parti | Autre(s) mandat(s)               |
| ------------------- | ----- | ----- | -------------------------------- |
| Pierre-Antoine Lévi |       | LC    |                                  |
| François Bonhomme   |       | LR    | Conseiller municipal de Caussade |

### Conseillers régionaux
| Nom               | Parti | Parti | Autre(s) mandat(s)                                      |
| ----------------- | ----- | ----- | ------------------------------------------------------- |
| Marie Castro      |       | PRG   |                                                         |
| Patrice Garrigues |       | PS    |                                                         |
| Sabrina Delrieu   |       | PRG   |                                                         |
| Rodolphe Portoles |       | PCF   |                                                         |
| Isabelle Laveron  |       | PS    | Maire-adjoint de Montech                                |
| Stéphanie Gayet   |       | RN    | Maire-adjoint de Moissac                                |
| Thierry Deville   |       | LR    | Président du Grand Montauban Maire-adjoint de Montauban |

### Maires des principales villes
| Ville                            | Nom                   | Parti | Parti | Autre(s) mandat(s)                                               |
| -------------------------------- | --------------------- | ----- | ----- | ---------------------------------------------------------------- |
| Montauban (préfecture)           | Brigitte Barèges      |       | LR    | Présidente de la communauté d'agglomération du Grand Montauban   |
| Castelsarrasin (sous-préfecture) | Jean-Philippe Bésiers |       | DVC   | Conseiller départemental Vice-président du conseil départemental |
| Moissac                          | Romain Lopez          |       | RN    | Conseiller départemental                                         |
| Caussade                         | Gérard Hébrard        |       | DVD   |                                                                  |
| Montech                          | Jacques Moignard      |       | PS    |                                                                  |
| Valence d'Agen                   | Jean-Michel Baylet    |       | PRG   | Conseiller départemental Président CC des Deux Rives             |
| Verdun-sur-Garonne               | Stéphane Tuyères      |       | DVG   |                                                                  |
| Beaumont-de-Lomagne              | Jean-Luc Deprince     |       | PRG   | Conseiller départemental Vice-président du conseil départemental |
| Labastide-Saint-Pierre           | Jérôme Beq            |       | DVC   | Conseiller départemental Vice-président du conseil départemental |

### Présidents d'intercommunalités
| Nom                                              | Président          | Parti | Parti | Autre(s) mandat(s)                                       |
| ------------------------------------------------ | ------------------ | ----- | ----- | -------------------------------------------------------- |
| Grand Montauban                                  | Brigitte Barèges   |       | LR    | Maire de Montauban                                       |
| CC Grand Sud Tarn et Garonne                     | Marie Claude Nègre |       | PRG   | Maire de Campsas Vice-président du conseil départemental |
| CC Terres des Confluences                        | Dominique Briois   |       | DVD   | Maire de La Ville-Dieu-du-Temple                         |
| CC Quercy Vert-Aveyron                           | Morgan Tellier     |       | DVG   | Maire de Nègrepelisse                                    |
| CC du Quercy caussadais                          | Guy Rouzies        |       | LR    | Maire de Saint-Cirq                                      |
| CC des Deux Rives                                | Jean-Michel Baylet |       | PRG   | Maire de Valence-d'Agen Conseiller départemental         |
| CC Coteaux et Plaines du Pays Lafrançaisain      | Thierry Delbreil   |       | DVG   | Maire de Lafrançaise                                     |
| CC de la Lomagne tarn-et-garonnaise              | Bernard Salomon    |       | DVG   | Conseiller municipal de Montgaillard                     |
| CC du Pays de Serres en Quercy                   | Claude Veril       |       | PRG   | Maire de Belvèze                                         |
| CC du Quercy Rouergue et des gorges de l'Aveyron | Gilles Bonsang     |       | SE    | Conseiller municipal de Loze                             |

## Élections

### 2014
- Élections municipales : Brigitte Barèges est réélue maire de Montauban et une liste divers gauche remporte Castelsarrasin.

- Élections sénatoriales : Lors de ces élections, le PRG perd les 2 sièges et le président du conseil général, Jean-Michel Baylet est vaincu.
- Élections européennes : La liste de Louis Aliot (FN) arrive en tête avec 9 546 voix de plus que la liste UMP.

### 2015
- Élections départementales : Alors que le Front national arrive en tête en nombre de voix, la gauche arrive en tête en nombre de sièges et c'est un président soutenu par la droite qui remporte la présidence, le président sortant Jean-Michel Baylet perd la présidence.

- Élections régionales : Le FN et le PRG gagnent 2 sièges chacun et le PS et LR en gagnent 1 chacun.

### 2017
- Élection présidentielle : Marine Le Pen arrive en tête au premier tour et Emmanuel Macron arrive en tête au second tour.
- Élections législatives : Valérie Rabault (PS) et Sylvia Pinel (PRG - Majorité présidentielle) sont réélues. Au niveau départemental, le FN arrive en première position en nombre de voix suivi de LR puis de LREM.

### 2019
- Élections européennes : La liste RN conduite par Jordan Bardella recueille 29,74% des voix exprimées et termine en 1ere position.

### 2020
- Élections municipales : Jean-Michel Baylet retrouve son fauteuil de maire à Valence d'Agen et le candidat du RN Romain Lopez remporte la mairie de Moissac pas de changement de maire dans les autres principales communes.
- Élections sénatoriales : François Bonhomme (DVD, groupe LR) est réélu et Pierre-Antoine Lévi (DVC, groupe UC) est élu face au candidat du PRG pourtant arrivé second au premier tour.

### 2021
- Élections départementales : Le PRG revient à la tête du département avec l'élection de Michel Weill et le RN fait son entrée dans l'assemblée départementale grâce aux sièges du canton de Moissac.
- Élections régionales : la liste PS obtient 5 sièges, le RN et LR obtiennent 1 siège chacun. Le RN observe une chute de son score comme sur tout le territoire national dans un contexte de faible participation.

### 2022
- Élection présidentielle : Marine Le Pen arrive en tête au premier tour (28,93) suivie d'Emmanuel Macron (21,76) et de Jean-Luc Mélenchon (19,12). Le second tour est marqué par la première place de Marine Le Pen (52,02) dans le département et dans les villes de Castelsarrasin, Moissac, Valence, Montech et Verdun-sur-Garonne.
- Élections législatives : Sylvia Pinel (PRG) est battue dès le premier tour. Les candidats RN se qualifient dans les deux circonscriptions et pour la première fois dans la première. Valérie Rabault (PS) est réélue et Marine Hamelet (RN) est élue.

### 2024
- Élections européennes : La liste RN de Jordan Bardella arrive largement en tête dans le département avec 38,81% des voix devant la liste PS de Raphaël Glucksmann avec 13,36%.
- Élections législatives : La députée RN Marine Hamelet est largement réélue au second tour en obtenant 49,2% dès le premier tour sur la seconde circonscription et la LR/RN Brigitte Barèges bat la sortante PS Valérie Rabault au second tour sur la première circonscription.